# صادق مستشارالدوله
میرزا صادق‌خان مستشارالدوله (۱۲۴۲ تبریز – ۱۶ آذر ۱۳۳۱ تهران) که بعدها نامِ خانوادگی صادق را برگزید، از دولتمردان و سیاستمداران دوران قاجار و پهلوی بود. او چهارمین رئیس مجلس شورای ملی ایران و اولین رئیس مجلس پس از استبداد صغیر (دوره‌ٔ دوم) بود.

## زندگی‌نامه
‌میرزا صادق خان در کوی خیابان تبریز متولد شد. مادرش خواهر محسن مظاهر ( مشیرالدوله) وزیرامور خارجه مظفرالدین شاه و پدرش میرزا جواد خان مستشارالدوله ( درگذشته ۱۳۱۷ قمری) پسر میرزا کریم خان (کدخدای کوی خیابان تبریز) و برادر مادری میرزا یوسف خان مستشارالدوله مولف کتاب معروف یک کلمه بود. او از کارمندان عالی رتبه وزارت خارجه و مدتی مستشار سفارت ایران در استانبول بود. میرزا جواد، لقب مستشارالدوله را بعد از فوت برادرش دریافت کرد و این لقب در خاندانش موروثی شد و بعد از درگذشت او به فرزند ارشد و بزرگ خاندان، یعنی صادق رسید که پیش از آن، لقب صدیق حضرت داشت.
صادق تحصیلات مقدماتی را نزد پدرش به پایان رساند و در همین دوران زبان فرانسه را نیز آموخت. دوره متوسطه را در تبریز به اتمام رساند، سپس به عثمانی رفت و در مکتب سلطانی استانبول ادامه تحصیل داد. بعد از اخذ مدرک حقوق در کنار پدر به عنوان کارمند سفارت ایران در استانبول به کار پرداخت و با مطبوعات آزادی‌خواه آنجا همکاری می‌کرد.
او برادرزادهٔ یوسف مستشارالدوله است. 

## دوران مشروطه
صادق خان در سال ۱۲۷۰ خورشیدی به ایران بازگشت و ریاست دارالانشای وزارت عدلیه و تجارت را به عهده گرفت و مدتی هم مدیر دیوان مظالم عامه در وزارت عدلیه بود. پس از انقلاب مشروطه در دوره اول مجلس شورای ملی به نمایندگی طبقه اعیان تبریز برگزیده شد. پس از اینکه فکر اصلاح قانون اساسی‌ مورد توجه نمایندگان قرار گرفت، کمیسیونی هفت نفره بدین منظور تشکیل شد که میرزا صادق خان هم عضو آن بود.

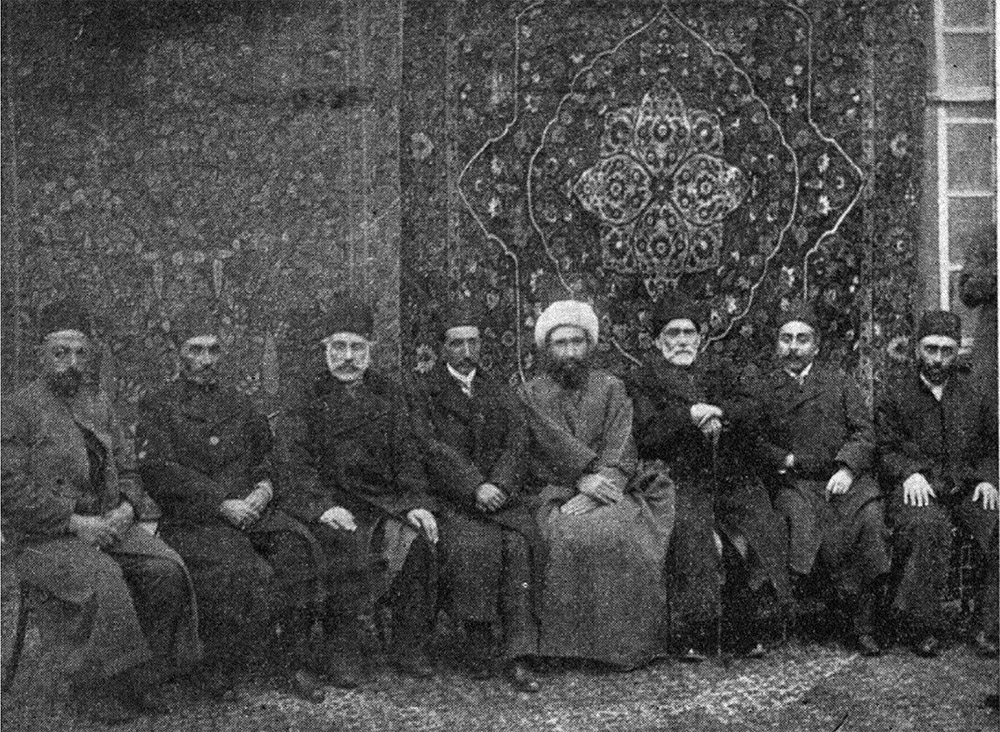
هشت نماینده آذربایجان در نخستین دوره مجلس شورای ملی در باکو حضور دارند. از راست بچپ: حاجی میرزا ابراهیم آقا، مستشارالدوله، طالبوف،آقا ميرزا فضلعلی، شرف الدوله، هدایت الله میرزا، احسن‌الدوله، حاجی میرزا آقا فرشی.

در زمانی که حامیان محمدعلی شاه قصد حمله به مجلس داشتند، صادق خان و تنی چند از نمایندگان به فکر دفاع مسلحانه از مجلس افتاند. در این درگیری، طرفداران شاه شکست خوردند و درخواست صلح کردند. بعد از این واقعه، مجلس شاه را تحت فشار گذاشت تا سعدالدوله و امیربهادر را تبعید و به قانون اساسی اعلام وفاداری کند. بنابراین هیئتی شش نفره از نمایندگان همراه مستشارالدوله نزد شاه رفتند. مجلس در تعامل با شاه ناکام ماند که در نهایت اختلافات به رویارویی علنی مبدل شد.

### دوران استبداد صغیر
پس از به توپ بستن مجلس، عده‌ای از نمایندگان از جمله مستشارالدوله در باغ شاه زندانی شدند. او پس از هفت ماه به منشی‌گری محمدعلی شاه منسوب شد. در دوران استبداد صغیر، شاه به منظور ریشه کن کردن مشروطه درصدد تأسیس دارالشورا برآمد و به همین منظور بیست نفر از طرفداران و مخالفان را مأمور تدوین اساسنامه دارالشورا کرد که مستشارالدوله هم میان آن‌ها بود. پس از حرکت مجاهدان به سمت تهران، نظارت شاه بر امور کمرنگ شد و کمیسیون به مرور تعداد اعضا را به دوازده نفر کاهش داد. طرفداران شاه کنار گذاشته شدند و اداره آن به دست صنیع‌الدوله و مستشارالدوله افتاد.

### فتح تهرانو مجلس دوم
پس از فتح تهران، کمیسیونی شش نفره که مستشارالدوله هم در آن عضویت داشت، به نمایندگی از مجلس عالی، اداره امور را به دست گرفت. این کمیسیون در اولین اقدام محمدعلی‌شاه را از سلطنت برکنار و پسرش احمد میرزا را به شاهی انتخاب کرد. از دیگر وظایف این کمیسیون، فراهم کردن زمینه انتخابات و بازگشایی مجلس دوم بود. در دور دوم مجلس، مستشارالدوله به نمایندگی از تبریز انتخاب و به ریاست مجلس انتخاب شد و هفت ماه و اندی رئیس مجلس بود تا اینکه در شانزدهم تیر ۱۲۸۹ از ریاست کناره گرفت و دلیل استعفا را خستگی بیش از حد عنوان کرد.
مستشارالدوله که دیگر آن شور انقلابی گذشته را نداشت در مجلس به اعتدالیون تمایل پیدا کرد.

## دور دوم فعالیت سیاسی
مستشارالدوله در اسفند ۱۲۸۹ از نمایندگی کناره‌گیری کرد و در دولت سپهدار تنکابنی کمتر از چهار ماه وزیر داخله شد. در ۲۳ اسفند ۱۲۹۳ مشیرالدوله در نخستین دولتش او را به وزارت داخله تعیین کرد اما دولت مشیرالدوله بیش از چهل روز نپایید. مدت کوتاهی بعد که مستوفی الممالک نخست وزیر شد او را در ۲۷ امرداد به عنوان وزیر پست و تلگراف به مجلس معرفی کرد.
مستشارالدوله از مخالفان قرارداد ۱۹۱۹ بود و به همین دلیل، وثوق‌الدوله به کاشان تبعیدش کرد. سردار سپه در دهم اردیبهشت ۱۳۰۳ او را به عنوان وزیر معارف دولت خود به مجلس معرفی کرد اما دوران وزارت او به چهار ماه نکشید و از دولت کنار رفت. در آذر ماه سال بعد، مستشارالدوله به ریاست مجلس موسسان انتخاب شد که با تغییراتی در قانون اساسی، به برپایی سلطنت پهلوی رسمیت بخشید. او در سال ۱۳۰۹ سفیر ایران در آنکارا و در سال ۱۳۲۱ وزیر مشاور قوام بود. با افتتاح مجلس سنا در سال ۱۳۲۸ به عنوان سناتور انتصابی آذربایجان برگزیده شد تا آنکه زندگی این مرد سیاست در شانزدهم آذر ۱۳۳۱ در ۸۹ سالگی به پایان رسید.